# Eddsworld
Eddsworld (capitalizado como EDDSWORLD ou Edds World no design do título oficial) é uma série da web animada em Flash britânica criada por Edd Gould. Desde a estreia em 20 de dezembro de 2004, a série foi publicada pela Newgrounds, DeviantArt, YouTube, Albino Blacksheep, Tumblr, The BBC e seu site.
Após a morte de Gould em 25 de março de 2012, Thomas Ridgewell (o ex-dublador de Tom) se tornou o novo showrunner da série, lançando uma campanha de crowdfunding para continuar o show intitulado Eddsworld: Legacy. Antes do lançamento do episódio final de Eddsworld: Legacy, Ridgewell anunciou que estava deixando o show e entregando o controle da série para Matt Hargreaves (dublador de Matt) e a família de Gould.
Em 1º de janeiro de 2017, o site do programa voltou a ficar online com novos quadrinhos Eddsworld escritos e ilustrados por Matt Hargreaves. Em 1º de agosto de 2020, um novo curta foi lançado para dar início a uma nova era do show chamada Eddsworld Beyond, com Hargreaves como showrunner. Em agosto de 2021, o canal de Eddsworld no YouTube tinha mais de 3 milhões de assinantes.
Na época da morte de Gould, seu canal no YouTube tinha o maior número de inscritos na categoria de comediante do Reino Unido e era o quarto comediante mais visto no Reino Unido. A Eddsworld foi notada pelos organizadores da 2009 United Nations Climate Change Conference, que encomendaram um episódio sobre mudanças climáticas, usado na cerimônia de abertura da conferência.

## Sinopse
Eddsworld segue as desventuras de um grupo de jovens "idiotas" que vivem juntos em uma casa em algum lugar do Reino Unido: Edd, um artista obcecado por Coca-Cola; Tom, um niilista cansado que não tem olhos; Matt, um narcisista estúpido; e (antes de sua partida) Tord, um norueguês viciado em hentai. A série é geralmente episódica e normalmente tem pouca continuidade entre os episódios.

## Personagens
Os personagens são baseados em pessoas reais, cada um tendo suas próprias características:
Edd é o protagonista de Eddsworld. Ele é visto vestindo seu moletom verde. E gosta muito de tomar Coca-Cola, de comer bacon, e de fazer trocadilhos, na qual causa aborrecimento em outros personagens. Em todas as aventuras, ele é o líder e está sempre sendo esperto e otimista. Sua voz é feita pelo Edd Gould, porém no episódio "Space Face", sua voz passa a ser feita por Tim Hautekiet por causa de seu falecimento.
A partir de Eddsworld: Beyond, sua voz passa a ser feita por George Gould, que é irmão de Edd Gould.
Tom é o amigo de Edd, que é visto vestindo um moletom azul. Ele possui um cabelo espetado castanho que o chama de "Steve" e ele gosta de beber bebidas alcoólica. Seus olhos não são reconhecidos por serem um preto vazio, mesmo assim Tom ainda enxerga. Ele possui um contra baixo (na qual ele a chama de "Susan") e sempre usa a palavra "Holy" ("santo", "santa", "sagrada" ou "sagrado") usando uma palavra com mais uma palavra, por exemplo: "Holy hot dogs in a toaster" ("Santos cachorros-quentes em uma torradeira").                                                                                                                                                                                                                                        Sua voz nos primeiros episódios era feita por Alex Labbe (mesmo dublador do personagem Tord), pois Ridgewell não tinha microfone na época, mas a partir de 2005, Ridgewell passa a fazer-lo,como já foi visto Na serie, Tom tem uma paixão por álcool, e acaba ficando descontrolado por conta disso.
Matt é o outro amigo de Edd, que é sempre visto de jaqueta verde com um moletom roxo e com cabelo meio loiro e alaranjado e de queixo quadrado. Matt é um egocêntrico que só pensa e se preocupa com sua aparência. Nos primeiros episódios, ele não era de aparecer muito, e quando aparecia nem tinha muitas falas, ou até mesmo não as tinha. Ele possui um bordão "Not the face!" ("O rosto não!" ou "Na cara, não!") e também e conhecido por ser menos inteligente. Sua voz é feita por Matt Hargreaves.
Tord (Também conhecido como "Happy Trigger") é mais um dos amigos de Edd. Nos primeiros episódios ele estava vestindo um casaco preto, e recentemente ele veste um moletom vermelho. Entre os personagens principais, Tord é um norueguês e também é conhecido por ser mais violento, sempre carregando armas quando ele é agredido. Ele odeia a música "Sunshine, Lollipops and Rainbows" de Lesley Gore. E ele também tem uma paixão por
Hentai, sendo vistos travesseiros de meninas de animes em seu Quarto. No episódio "25 Ft. Under the Seat" (25 pés abaixo do assento), ele é visto indo para a Noruega, e desde então, ele nunca mais foi visto nos episódios mais recentes até retornar no episódio ''The End'' (partes 1 e 2), Sua voz é feita inicialmente por Alex L'Abbé (entre 2004 e 2005, o mesmo dublador de Tom), entre 2005 e 2008 foi feita por Tord Larsson e entre as poucas aparições do personagem em 2016 nos eddisódios "Saloonatics" ou Salunáticos (sendo o barista no antigo bar onde o Edd acha o xerife Tompsom), e "The End" ou O Fim (tendo o eddisódio quase todo focado no mesmo) por Jamie Spicer-Lewis.
| Personagens | Voz |
| ----------- | --- |
| Edd         | Edd Gould (2004–2011 e 2016, via áudio arquivado) Tim Hautekiet (2012–2016, após a morte de Edd Gould) George Gould (2020-presente) |
| Tom         | Alex L'Abbé (2004, primeiros eddisódios) Thomas "Tomska" Ridgewell (2005–2016) Ed Templer (2020-Presente)                           |
| Matt        | Matt Hargreaves (2005-presente) |
| Tord        | Alex L'Abbé (Eddsworld Christmas Special e partes em Zombeh Attack) Tord Lasson (2005–2008, 2010) Jamie Spicer-Lewis (2016)         |
| Eduardo     | Chris O' Neil (2010-2011, 2020-presente) Brock Baker (2014-2016, 2020- presente)                                                    |
| Jon         | Eddie Bowley (2010-2016) |
| Mark        | Ben Rudman (2010-2016) |
| Paul        | Paul Ter Voorde (2006-2009, 2012)                                                                                                   |

## Após a morte de Edd Gould
Desde o dia 25 de março de 2012, o animador principal Edward "Edd" Gould (conhecido também por Edward Duncan Ernest Gould) faleceu aos 23 anos de idade vítima de leucemia linfoblástica aguda. Thomas Ridgewell anunciou em vídeo em 27 de março do mesmo ano, que Gould pediu que Ridgewell apoderasse dos direitos da companhia. Desde então, Ridgewell passou a ser diretor que contrata Paul ter Voorde como animador chefe e Tim Hautekiet como a nova voz para o personagem Edd.
E depois disso, vários outros animadores fizeram suas participações em diversos episódios. Como Tobias Knitt e Studio Cacti, por exemplo.
Mas, como disse Tom: "Edd pode ter ido, mas seu mundo continuará girando".

## Saída de Tord

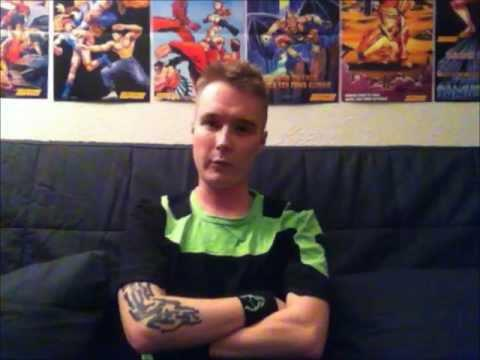
Frame do Video Tord explains why he left Eddsworld (RIP Edd Gould) (2012)

Em 25ft Under the Seat, Tord é visto indo embora de carro (com a placa N0R5K1, dando a entender que Tord é norueguês). Depois disso, Tord não apareceu em nenhum dos episódio como personagem. Tord volta em 2010 para refazer a sua fala  em "WTFuture", Em um vlog Tom explica que o verdadeiro motivo da saída de Tord foi devido a sua FanBase do Eddsworld e a atenção que estavam dando a ele. Segundo Tom, Tord chegou ao ponto de não poder usar seu nome real online. Em 31 de Março de 2012, Tord gravou um video para o YouTube explicando o verdadeiro motivo de sua saída. Meses depois, tanto o vídeo e o canal (KalashniCock) deforam deletados por conta de assédio dos fãs. A página do vídeo foi arquivada no site Wayback Machine, mas o vídeo em si não foi arquivado no site. em 3 de outubro de 2024 o video foi finalmente encontrado e upado no Youtube como forma de reupload do vídeo original. Há evidências que Tord teria tentado suicídio, chegando até a colocar um garfo em uma tomada, que é similar à ação que a versão animada dele fez em Tord says: Whatever!. As informações podem ser encontradas por meio de arquivos do site SheezyArt. Uma Faixa de Áudio do Vídeo deletado do KalashniCock foi Upado no YouTube em 23 de Abril de 2022,tendo essa a única mídia até então encontrada na Internet, No Video-audio Tord Larsson  explica quais os motivos de ele ter saído de Eddsworld e porque ele não compareceu ao funeral do Amigo, no mesmo vídeo ele desmente os rumores de fãs que diziam que Tord Larsson Não gostava de Edd Gould e Thomas Ridgewell. Tord desmente ser comunista e adorador de hentai, disse que fazia isso para ganhar cliques no seu SheezyArt, no final do Vídeo, ele saúda e homenageia Edd Gould com "To Edd" (Para Edd).  O Video original foi reupado no youtube por alguém que supostamente havia encontrado no WebArchive e upada em 3 de outubro de 2024 no Youtube pelo Usuario "binky so stinky" (conta devidadamente excluida) 

## Eddsworld Documentary
'Eddsworld Documentary' é um Pseudodocumentário de 40 minutos que cobre a história de Eddsworld & Eddsworld Legacy. Ele apresenta entrevistas com pessoas do elenco e equipe, incluindo imagens dos arquivos de Edd Gould. O Vídeo foi carregado no Canal secundário de Tom no YouTube (DarkSquigde), em 15 de março de 2016.
O Documentário foi escrito por Elliot Gough, e foi produzido em conjunto com a temporada Eddsworld Legacy. As pessoas que doaram para o evento puderam assistir uma semana antes do lançamento oficial.

### Elenco
- Em Ordem De Aparição
  - Thomas Ridgewell (Ex-Voz de Tom/ Ex-Escritor/Ex-Produtor/Ex-Diretor)
  - Eddie Bowley (Ex-Escritor/Ex-Produtor/Ex-Diretor/Ex-Voz de Jon)
  - Matt Hargreaves (Voz de Matt/Ex-Assistente)Eddsworld Documentaty

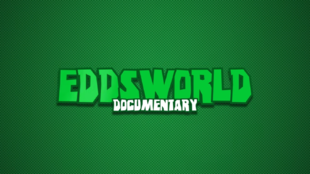
Eddsworld Documentaty

  - Tim Hauteikeit (Voz de Edd em Legacy)
  - George Gould (Irmão de Edd)
  - Sue Gould (Mãe de Edd)
  - Vicky Gould (Irmã de Edd/Voz da Ell)
  - Elliot Gough (Escritor/Diretor Geral/Diretor de fotografia/Editor/Assistente de Animação)
  - Matt Ley (NPC/Narrador)
  - David Post (Animação em 3D)
  - Ben Smallman (Assistente de Animação)
  - Billy Crinion (Assistente de Animação)
  - Todd Branyton (Música)
  - Yoav Landau (Música)
  - Tommy Robin (Música)
  - Dan Pugsley (Supervisor de Áudio)